# フランシス・ゲーリー・パワーズ

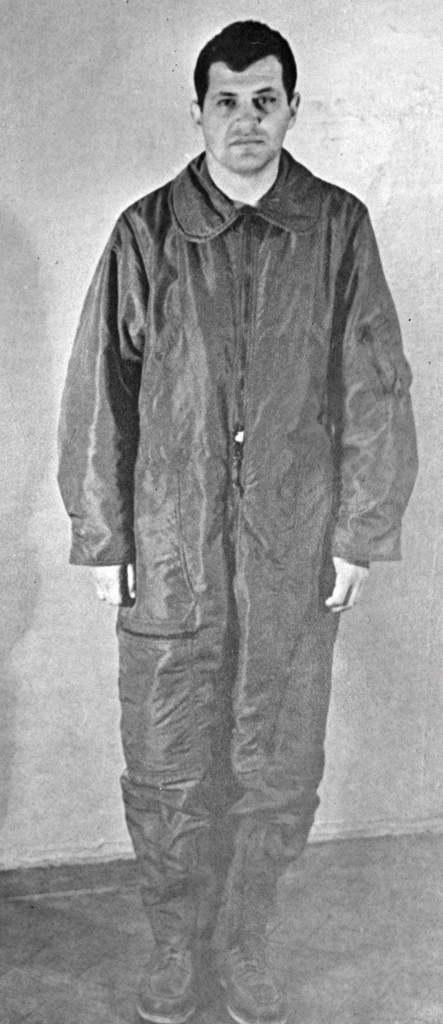
U-2撃墜事件でソ連側に拘束された時

フランシス・ゲーリー・パワーズ（Francis Gary Powers　1929年8月17日 - 1977年8月1日）は、アメリカ合衆国の空軍軍人で、最終階級は大尉。ゲーリー・パワーズ(Gary Powers)と表記される場合もある。
1960年5月1日のU-2撃墜事件の際、このU-2偵察機を操縦していたパイロットでもある。

## 経歴

### 生い立ち
パワーズはケンタッキー州ジェンキンスに生まれ、バージニア州ポンドで育った。テネシー州のミリガン大学を卒業後、1950年に空軍に入隊、ジョージア州ターナー空軍基地第468戦略戦闘飛行大隊に所属しF-84のパイロットとなった。後に朝鮮戦争に従軍し、数々の戦果を挙げた。パワーズの息子によると、このときの成績が評価され、CIAに引き抜かれたという。1956年に大尉の階級で空軍を除隊し、CIAのU-2による偵察活動に加わった。

### U-2偵察活動と撃墜事件

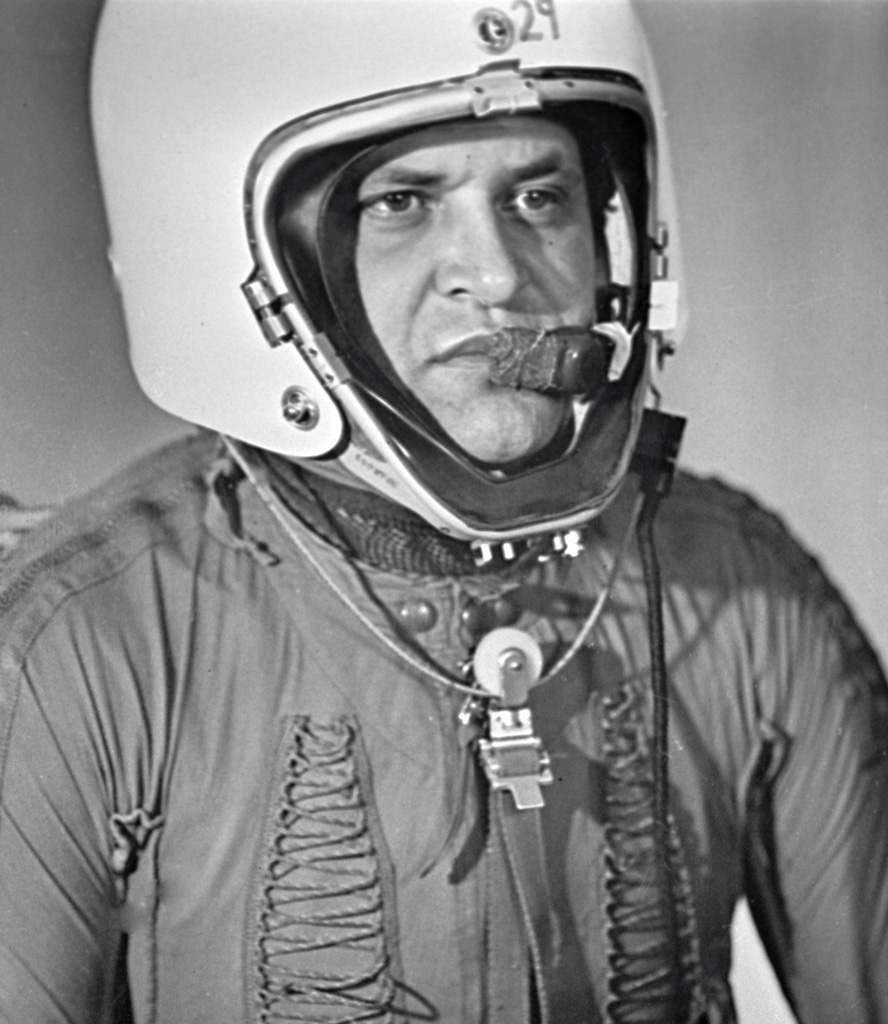
操縦用のスーツを着用したパワーズ

U-2を使用した偵察活動の内容はソ連などの敵国上空から軍事施設やその他の重要施設の写真を撮影することであった。1960年5月1日、パワーズの操縦するU-2はソ連スヴェルドロフスク上空でソ連防空軍のSAM（地対空ミサイル）によって撃墜された。パラシュート降下したコスリノでパワーズを救出した地元の住民は当初ソ連軍兵士と勘違いしたが、所持品からスパイと見破った。
パワーズは公開裁判にかけられ、スパイ行為を行っていたことを自白した。8月19日、ソ連に対する諜報行為のため有罪を宣告され、禁固10年を言い渡されシベリアに送られたが、元OSSのドノバン弁護士とソ連側のシスキンKGB西欧本部書記官間の交渉により、1962年2月10日、東ドイツ（当時）・ポツダムのグリーニッケ橋で、同じくスパイ容疑で拘留されていたアメリカの学生・フレデリック・プライヤー（チェックポイント・チャーリーで解放）とともに、アメリカで逮捕されたKGB大佐ルドルフ・アベルと交換する形で解放され、無事アメリカに帰国することができた。

### アメリカ帰国後
パワーズがアメリカに帰国したとき、アメリカ国内ではパワーズは撃墜後にソ連側に逮捕される前にU-2機密情報や偵察写真、部品を自爆装置を用いて処分することを怠ったという非難が起きた。また、一部からはCIAの作った自殺用毒薬を使用しなかったという批判もなされた。帰国後に撃墜から拘留中の出来事についてCIA、ロッキード社（U-2の製造者）、空軍から事情聴取を受けたあと、1962年3月6日、上院軍事委員会に出頭した。上院軍事委員会はパワーズは重要な機密は一切ソ連側に洩らしていないと判断した。
パワーズはその後、1963年から1970年までロッキード社にテスト・パイロットとして勤務し、1970年、事件における自身の体験を綴った“Operation Overflight”をカート・ジェントリーとの共著で出版した。この本の中でパワーズは、かつてソ連に一時亡命したリー・ハーヴェイ・オズワルドがソ連側に渡したレーダー情報がU-2撃墜事件につながったと指摘している。
1977年8月1日、パワーズはロサンゼルスでKNBCテレビのレポーターとしてヘリコプターに搭乗中、墜落死した。事故の原因は燃料計の故障であった。遺体はアーリントン国立墓地に埋葬された。
1998年、U-2偵察活動についての情報が極秘解除され、この偵察活動は合衆国空軍とCIAの共同作戦だったことが判明した。2000年、事件から40年を記念してパワーズの家族は死後、受章としてパワーズに捕虜章（Prisoner of War Medal）、殊勲飛行十字章（Distinguished Flying Cross）、アメリカ防衛従軍記章を受章した。
今もなおアメリカ国内では、パワーズは逮捕時自殺すべきであったとの世論も根強くある。しかし、高度2万メートルで搭乗中にミサイルに撃墜された事例は他になく、また通常脱出装置が作動しても生還できないケースも多いことから、自爆操作や自殺が可能であったかなどについては疑問が多い。

## 著書
- Francis Gary Powers, Curt Gentry, Operation Overflight. Hodder & Stoughton Ltd, 1971 (hard cover) ISBN 978-0340148235. Potomac Book, 2002 (paperback) ISBN 978-1574884227.

## 関連図書
- Nigel West, Seven Spies Who Changed the World. London: Secker & Warburg, 1991 (hard cover). London: Mandarin, 1992 (paperback).